# Herbert Goldstein
Herbert Goldstein (n. 26 iunie 1922, New York City, New York, SUA – d. 12 ianuarie 2005, New York City, New York, SUA) a fost un fizician american de origine evreiască și autorul manualului universitar de referință  Mecanica Clasica. 
A absolvit studiile superioare la City College din New York în 1940 și a obținut titlul de doctor la Institutul de Tehnologie din Massachusetts în 1943.
Din 1942 până în 1946, Goldstein a fost membru al personalului laboratorului de unde radio din cadrul MIT, unde s-a ocupat de cercetarea teoriei ghidurilor de undă și magnetroanelor și a caracteristicilor ecourilor radar. A fost instructor în cadrul Departamentului de Fizică de la Universitatea Harvard din 1946 până în 1949. În 1949-50 a fost membru al comisiei post-doctorale A.E.C. din cadrul MIT și a ocupat funcția de profesor asociat de fizică la Universitatea Brandeis în perioada 1952-53. Din 1950, Goldstein a fost cercetător senior la Corporation Nuclear Development of America, unde a efectuat cercetări teoretice privind ecranarea reactorilor nucleari și a secțiunilor eficace de absorbție a neutronilor, temă de interes pentru proiectarea reactorilor nucleari.
Din 1961 Goldstein a fost profesor de teorie și inginerie nucleară la Universitatea Columbia. La decesul sau a fost profesor emerit al acestei universități.
Goldstein a câștigat premiul Ernest Orlando Lawrence în anul 1962 pentru "contribuțiile sale la fizica reactorului și la secțiunile nucleare și pentru contribuțiile sale în elaborarea bazelor științifice ale proiectării scutului nuclear".
A fost membru fondator și președinte al Asociației Oamenilor de Știință Evrei Ortodocși. A fost îngropat în Israel.

## Lucrări
- H. Goldstein, Classical Mechanics [Mecanica clasică], Addison-Wesley, 1950. ISBN: 0201025108 [3]
- H. Goldstein, Fundamental Aspects of Reactor Shielding, Addison-Wesley, 1959.
- H. Goldstein, Classical Mechanics (2nd Edition), Addison-Wesley, 1980. ISBN: 0201029189
- H. Goldstein, J. L. Gross, R. E. Pollack, and R. B. Blumberg, The Scientific Experience, Columbia University, 1996.
- H. Goldstein, C. P. Poole, J. L. Safko, Classical Mechanics (3rd Edition), Addison-Wesley, 2001. ISBN: 0201657023